# Morabatí
|  | Per a altres significats, vegeu «morabatí (moneda)». |

El morabatí era un impost sobre el monedatge que es va aplicar a la Corona d'Aragó durant l'edat mitjana i l'edat moderna. Va ser creat per Jaume I el 14 d'abril de 1266 amb la finalitat de garantir l'estabilitat del sistema monetari, així com per a finançar les campanyes contra els musulmans revoltats al Regne de Múrcia. El seu nom prové del cost del tribut, set sous reials de València, equivalents a un morabatí, cada set anys sobre cada foc o llar que disposara de béns valorats en almenys quinze morabatins. Es va aplicar al Regne de València i al Regne de Mallorca. Va ser suprimit per Carles III d'Espanya el 1764, tot i que durant la primera guerra carlina se'n van encunyar en el bàndol carlí.